# Lairoux
Lairoux és un municipi francès situat al departament de Vendée i a la regió de País del Loira. L'any 2007 tenia 596 habitants.

## Demografia

### Població
El 2007 la població de fet de Lairoux era de 596 persones. Hi havia 230 famílies de les quals 44 eren unipersonals (24 homes vivint sols i 20 dones vivint soles), 89 parelles sense fills, 85 parelles amb fills i 12 famílies monoparentals amb fills.
La població ha evolucionat segons el següent gràfic:
Habitants censats

### Habitatges
El 2007 hi havia 323 habitatges, 228 eren l'habitatge principal de la família, 86 eren segones residències i 9 estaven desocupats. 320 eren cases i 1 era un apartament. Dels 228 habitatges principals, 208 estaven ocupats pels seus propietaris, 19 estaven llogats i ocupats pels llogaters i 1 estava cedit a títol gratuït; 2 tenien dues cambres, 34 en tenien tres, 70 en tenien quatre i 122 en tenien cinc o més. 216 habitatges disposaven pel capbaix d'una plaça de pàrquing. A 101 habitatges hi havia un automòbil i a 112 n'hi havia dos o més.

### Piràmide de població
La piràmide de població per edats i sexe el 2009 era:
| Homes | Edats   | Dones |
| ----- | ------- | ----- |
| 0     | 95 o +  | 0     |
| 8     | 90 a 94 | 4     |
| 0     | 85 a 89 | 4     |
| 4     | 80 a 84 | 8     |
| 12    | 75 a 79 | 12    |
| 12    | 70 a 74 | 16    |
| 4     | 65 a 69 | 20    |
| 20    | 60 a 64 | 12    |
| 16    | 55 a 59 | 12    |
| 16    | 50 a 54 | 20    |
| 24    | 45 a 49 | 8     |
| 36    | 40 a 44 | 28    |
| 16    | 35 a 39 | 24    |
| 16    | 30 a 34 | 4     |
| 0     | 25 a 29 | 16    |
| 12    | 20 a 24 | 4     |
| 32    | 15 a 19 | 28    |
| 12    | 10 a 14 | 32    |
| 20    | 5 a 9   | 12    |
| 12    | 0 a 4   | 4     |

## Economia
El 2007 la població en edat de treballar era de 373 persones, 249 eren actives i 124 eren inactives. De les 249 persones actives 229 estaven ocupades (139 homes i 90 dones) i 19 estaven aturades (9 homes i 10 dones). De les 124 persones inactives 44 estaven jubilades, 34 estaven estudiant i 46 estaven classificades com a «altres inactius».

### Ingressos
El 2009 a Lairoux hi havia 236 unitats fiscals que integraven 574 persones, la mediana anual d'ingressos fiscals per persona era de 17.162 €.

### Activitats econòmiques
Dels 25 establiments que hi havia el 2007, 3 eren d'empreses de fabricació d'altres productes industrials, 11 d'empreses de construcció, 3 d'empreses de comerç i reparació d'automòbils, 1 d'una empresa d'hostatgeria i restauració, 1 d'una empresa immobiliària, 2 d'empreses de serveis, 1 d'una entitat de l'administració pública i 3 d'empreses classificades com a «altres activitats de serveis».
Dels 10 establiments de servei als particulars que hi havia el 2009, 2 eren tallers de reparació d'automòbils i de material agrícola, 1 guixaire pintor, 2 fusteries, 1 lampisteria, 2 electricistes, 1 empresa de construcció i 1 tintoreria.
L'any 2000 a Lairoux hi havia 15 explotacions agrícoles que ocupaven un total de 1.116 hectàrees.

## Equipaments sanitaris i escolars
L'únic equipament sanitari que hi havia el 2009 era una ambulància.
El 2009 hi havia una escola elemental.

## Poblacions més properes
El següent diagrama mostra les poblacions més properes.